# Shine (альбом Анетт Ользон)
Shine — дебютный альбом шведской певицы Анетт Ользон, выпущенный 26 марта (Швеция), 28 марта (Германия, Финляндия, Россия, Испания), 31 марта (Франция, Нидерланды, Бельгия, Люксембург, Польша, Чехия, Норвегия, Дания, Великобритания), 1 апреля (Италия) и 8 апреля 2014 года (США) лейблом earMUSIC.
Анетт Ользон начала писать свой дебютный альбом в 2009 году во время тура группы Nightwish Dark Passion Play. В 2011 году Анетт выложила демозаписи песен «Invincible» и «Floating» на своём аккаунте в Myspace, заявив о том, что эти версии песен были созданы без продюсирования и не прошли процесс микширования.
Первый трек с альбома «Falling» был издан в цифровом варианте 17 декабря 2013 года, а также был доступен к прослушиванию в видео на YouTube. Тизер первого сингла Lies был выложен 7 февраля 2014 года, а окончательная версия сингла и клип вышли 14 февраля 2014 года.

## Список композиций
| №   | Название                     | Длительность |
| --- | ---------------------------- | ------------ |
| 1.  | «Like a Show Inside My Head» | 3:38         |
| 2.  | «Shine»                      | 3:29         |
| 3.  | «Floating»                   | 3:09         |
| 4.  | «Lies»                       | 5:02         |
| 5.  | «Invincible»                 | 3:17         |
| 6.  | «Hear Me»                    | 3:04         |
| 7.  | «Falling»                    | 4:30         |
| 8.  | «Moving Away»                | 4:59         |
| 9.  | «One Million Faces»          | 2:54         |
| 10. | «Watching Me from Afar»      | 4:14         |